# Shapeways

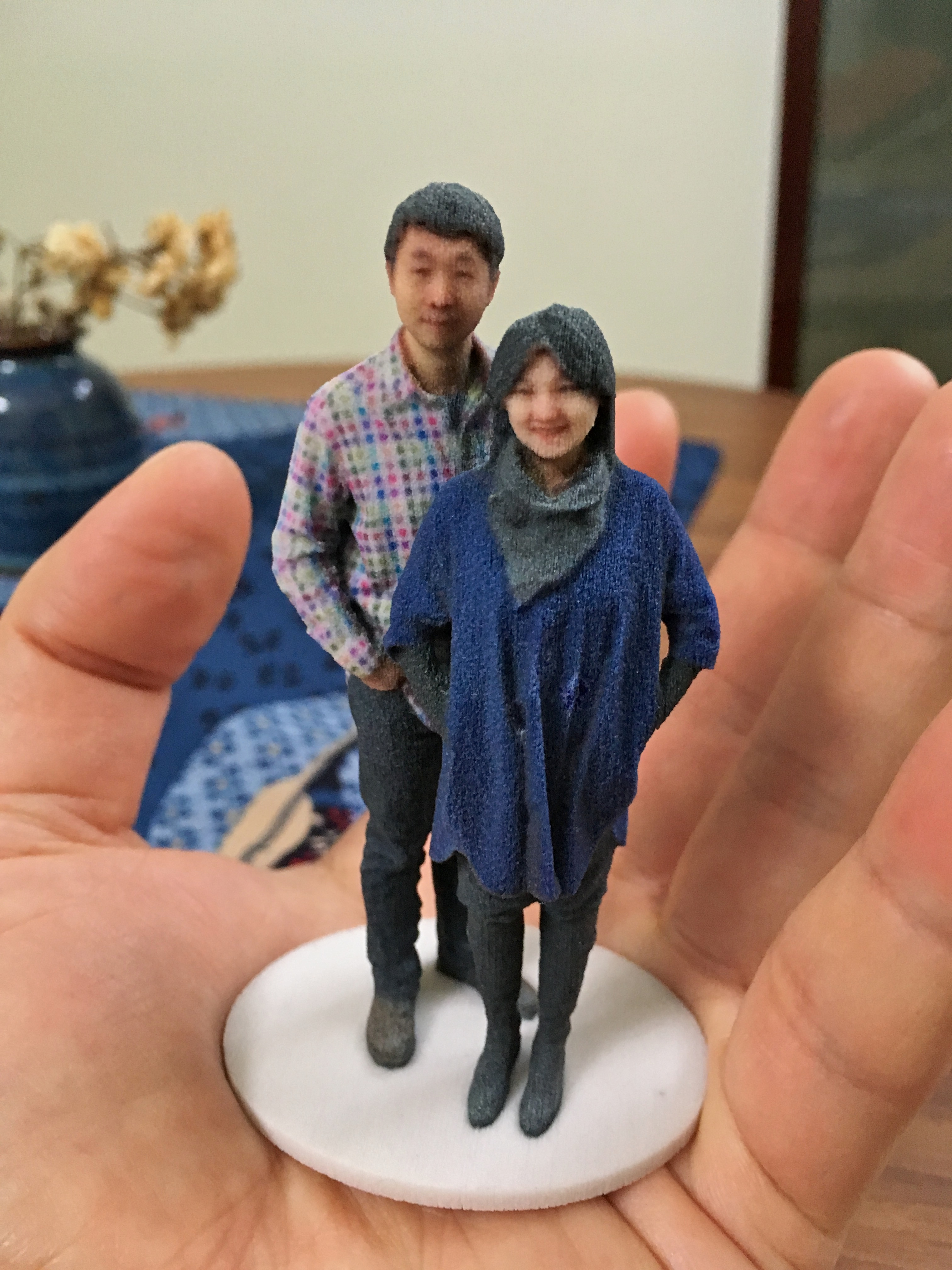
3D selfie gemaakt op de Fantasitron (Madurodam) en in schaal 1:25 (Madurodam-schaal) geprint door Shapeways

Shapeways was een Nederlands internetbedrijf voor 3D-printservice en een online community. De handelsnaam was Shapeways B.V. | Seproned Het bedrijf was gevestigd in Eindhoven. Shapeways' missie was het voor iedereen mogelijk maken om producten te ontwerpen, te maken en te verkopen. Deze producten werden gemaakt met 3D-printers. Via de website van Shapeways was het mogelijk om eigen modellen te laten printen, om bestaande modellen aan te passen via het zogenoemde Co-Creator Platform en om bestaande modellen direct te kopen via de Shapeways Shops. Het was voor ontwerpers ook mogelijk zelf een Shop te openen en hiermee direct producten te verkopen aan de bezoekers van Shapeways.
Op 4 juli 2024 meldde Tweakers dat het bedrijf falliet is verklaard.

## Materialen
Het was mogelijk producten te laten maken in verschillende plastics, zoals nylon en ABS, roestvrij staal, glas, zilver en zelfs keramiek.
| Materiaal       | Techniek                  | Machine             |
| --------------- | ------------------------- | ------------------- |
| Nylon           | Laser Sintering           | EOS P100/P760       |
| Alumide         | Laser Sintering           | EOS P100            |
| ABS             | Fused Deposition Modeling | Stratasys Dimension |
| Kleur           | 3D printing               | Z-Corp 650          |
| Ultra detail    | Poly-Jet                  | 3D systems          |
| High detail     | Poly-Jet                  | Objet Connex        |
| Roestvast staal | 3D printing / sintering   | R2 Ex-one           |

## Bedrijf
Bij Shapeways werkten in 2014 133 mensen. Het heeft bedrijfsruimten in New York en Eindhoven. Shapeways had als aandeelhouders Philips, Union Square Ventures, Index Ventures, Lux Ventures en Andreessen Horowitz.

## Historie
Shapeways was een spin-off van Philips en werd opgericht door Peter Weijmarshausen, Robert Schouwenburg en Marleen Vogelaar in 2007. Het idee kwam voort uit de ontwerpafdeling van Philips (Philips Design) en werd verder ontwikkeld binnen de Philips Lifestyle Incubator, die ondersteuning verleent aan beginnende bedrijfjes met vernieuwende ideeën.
In 2008 werd een dienst opgezet die klanten in staat stelt zelfontworpen driedimensionale producten via rapid prototyping te laten vervaardigen door via internet een CAD-bestand te versturen.
Oorspronkelijk kon rapid prototyping alleen in ABS worden uitgevoerd en later ook in nylon, maar in 2009 werd bekendgemaakt dat men erin geslaagd was ook producten in roestvrij staal te vervaardigen met deze techniek. Inmiddels is het scala van mogelijke materialen waarin Shapeways in 3D kan printen verder uitgebreid met onder meer zilver en keramiek.
Tevens werden consumenten de mogelijkheid geboden om ontwerpen aan te passen zonder kennis van 3D-software. Er waren modellen die real-time konden worden aangepast door teksten of foto's te uploaden: de zogenoemde 'Creators'. Ook was het mogelijk deel te nemen aan het Co-Creatorplatform, waarbij consument en ontwerper samenwerkten om het optimale resultaat te bereiken.